# Public Information Officer
Pour les articles homonymes, voir PIO.
Le Public Information Officer ou PIO est le porte-parole, le responsable des relations publiques et le chargé de presse d'une institution gouvernementale (police, armée, pompier, ...)
Ce terme anglais est devenu un angliscisme pour les francophones dans les domaines où l'état travaille dans un cadre international. Ainsi les Armées de toutes nations ont chacune un PIO et parfois un certain nombre de PIO-adjoints lors de missions militaires sous mandat de l'ONU ou de l'OTAN (Afghanistan, Kosovo,...)